# Västern, Värmland
Västern är en sjö i Karlskoga kommun i Värmland och ingår i Göta älvs huvudavrinningsområde. Sjön är 14 meter djup, har en yta på 0,037 kvadratkilometer och befinner sig 143,1 meter över havet.